# Star Control
Pour le premier jeu de la série, voir Star Control (jeu vidéo).
La série des Star Control est une trilogie de jeu vidéo démarrée dans les années 90 et qui se déroule dans un univers futuriste où la terre est entraînée dans une guerre spatiale de grande envergure.

## La série
- 1990 - Star Control
- 1992 - Star Control 2
- 1996 - Star Control 3

## The Ur-Quan Masters
Le projet The Ur-Quan Masters créé par des fans de la série a pour but d'adapter Star Control 2 aux ordinateurs modernes.
Ce projet a commencé en 2002 quand les créateurs de Star Control 2, Fred Ford et Paul Reiche III, ont rendu public le code source de la version 3DO, le groupe de fan est actuellement arrivé à publier une version stable et gratuite.
Alors que le code d'Ur-Quan Masters était en développement un groupe de musiciens professionnels se faisant appeler le Précurseur (The precursor en anglais : cf. l'histoire de SC) a remixé et amélioré l'intégralité des musiques de Star Control 2

## Suite
Stardock a acquis les droits de la série auprès d'Atari et prévoit de faire une nouvelle version dont le développement devrait débuter en automne 2013.